# Paraechinus micropus
Paraechinus micropus là một loài động vật có vú trong họ Erinaceidae, bộ Erinaceomorpha. Loài này được Blyth mô tả năm 1846.